# Jean Christophe Schwaab
Pour les articles homonymes, voir Schwaab.
Jean Christophe Schwaab, né le 23 août 1979 à Lausanne (originaire du même lieu et de La Chaux-de-Fonds), est une personnalité politique suisse, membre du Parti socialiste.

## Biographie
Jean Christophe Schwaab naît le 23 août 1979 à Lausanne. Il est originaire du même lieu et de La-Chaux-de-Fonds. Son père est l'ancien conseiller national et conseiller d'État vaudois Jean Jacques Schwaab.  
Après sa maturité au gymnase Auguste Piccard (CESSrive), il fait des études de droit à l'université de Berne, où il obtient une licence en 2003 et un doctorat en droit économique en 2009. Il complète ses études en 2010 par un Certificate of advanced studies en politique budgétaire et fiscale à l'Institut de hautes études en administration publique.   
Il est secrétaire central et juriste de l'Union syndicale suisse de 2007 à 2012, après avoir été collaborateur juridique en 2002-2003 à l'Association transports et environnement, puis secrétaire central à la jeunesse du syndicat Unia.  
Il est marié à une pédiatre, qui pratique près de Lausanne, et père de deux enfants.  
Il habite à Riex, après avoir habité le quartier de Lorraine à Berne pendant ses études.

## Parcours politique
Député au Grand Conseil du canton de Vaud de 2007 à 2011, il est élu conseiller national en 2011.  

### Conseiller national (2011-2017)
Il est élu conseiller national pour la législature 2011-2015 ainsi que pour la législature 2015-2019. Il préside de la commission des affaires juridiques du Conseil national en 2016-2017. 
Il déclare sur le site du Parti socialiste vaudois : « La justice sociale et la répartition des revenus sont au centre de mes préoccupations. La force de notre pays dépend avant tout de la manière dont il assure à chacune et chacun des conditions de vie équitables et dignes. C’est le sens de mon engagement. ».
Par souci de transparence, il publie régulièrement ses indemnités parlementaires et son revenu.
Il a notamment contribué à l'abolition des curatelles (tutelles) forcées vaudoises. En juillet 2014, le Conseil d'État vaudois annonce que désormais, les curateurs ne seraient plus nommés contre leur gré, mettant fin à une exception vaudoise. Ce revirement du gouvernement, qui avait jusqu'ici toujours refusé d'abolir cette obligation datant de 1911, qui était inscrite dans le code civil (abandonnée par tous les autres cantons), est notamment dû à une initiative parlementaire déposée par Jean Christophe Schwaab au Conseil national en 2012,. Le 29 mars 2017, le Conseil fédéral apporte son soutien au texte de loi préparé par la Commission des affaires juridiques du Conseil national. Le 3 mai 2017, le Conseil national adopte le texte de loi. Le 11 septembre 2017, le Conseil des États accepte une révision du code civil en ce sens qui met un terme définitif aux curatelles imposées.
S'avouant incapable de concilier son mandat de conseiller national avec l'éducation de son fils aîné, qui souffre de graves troubles du développement, il annonce, en novembre 2017, sa décision de quitter le Conseil national. Brigitte Crottaz prend sa succession à partir de 2018.

### Conseiller municipal
Le 20 mars 2016, il est élu à la municipalité de la commune de Bourg-en-Lavaux et prend ses fonctions le 1er juillet 2016, dans le dicastère des affaires sociales, travaux et infrastructures. Réélu au premier tour avec le meilleur score en 2021, il est depuis vice-syndic et responsable du dicastère Infrastructures et Mobilité. 

### Autres mandats
Fin 2020, le Conseil fédéral le nomme membre de la Commission fédérale de la communication pour le 1er janvier 2021.

## Ouvrages
- Jean Christophe Schwaab, Le droit du travail en Suisse : 90 questions-réponses issues de la pratique, Éditions Loisirs et Pédagogie, 2018  (ISBN 978-2-606-01613-5).
- Jean Christophe Schwaab, Le licenciement collectif, préface de Johann Schneider-Amman, Éditions Schulthess, 2018  (ISBN 978-3-7255-8587-8).
- Christian Bruchez, Patrick Mangold et Jean Christophe Schwaab, Commentaire du contrat de travail, Éditions réalités sociales, 2019  (ISBN 978-2-88146-153-8).
- Pour une souveraineté numérique, Lausanne, Presses polytechniques et universitaires romandes, coll. « Le savoir suisse », 2023, 171 p. (ISBN 9782889155613)[21]